# Kukaracza (film)
Kukaracza (ros. Кукарача, gruz. კუკარაჩა) – radziecki film fabularny wyprodukowany w 1982 roku w reżyserii Siko Dolidze i jego córki Keti Dolidze, oparty na podstawie powieści o tym samym tytule Nodara Dumbadze. W szerokim wydaniu ukazał się na ekranach w 1983 roku.

## Nagrody
- XVI Wszechzwiązkowy Festiwal Filmowy (Leningrad) w dziedzinie filmów fabularnych: nagroda za film Kukaracza w nominacji "Za ekranowe wcielenie dzieła literackiego".